# Macrobrachium mieni
Macrobrachium mieni är en kräftdjursart som beskrevs av Dang 1975. Macrobrachium mieni ingår i släktet Macrobrachium och familjen Palaemonidae. Inga underarter finns listade i Catalogue of Life.